# Municipio de Holyoke
El municipio de Holyoke (en inglés: Holyoke Township) es un municipio ubicado en el condado de Carlton en el estado estadounidense de Minnesota. En el año 2010 tenía una población de 182 habitantes y una densidad poblacional de 1,85 personas por km².

## Geografía
El municipio de Holyoke se encuentra ubicado en las coordenadas 46°27′34″N 92°19′35″O / 46.45944, -92.32639. Según la Oficina del Censo de los Estados Unidos, el municipio tiene una superficie total de 98.46 km², de la cual 98,25 km² corresponden a tierra firme y (0,21 %) 0,2 km² es agua.

## Demografía
Según el censo de 2010, había 182 personas residiendo en el municipio de Holyoke. La densidad de población era de 1,85 hab./km². De los 182 habitantes, el municipio de Holyoke estaba compuesto por el 97,25 % blancos, el 0,55 % eran amerindios y el 2,2 % eran de una mezcla de razas. Del total de la población el 1,1 % eran hispanos o latinos de cualquier raza.